# گذر زهره در ۱۶۳۹

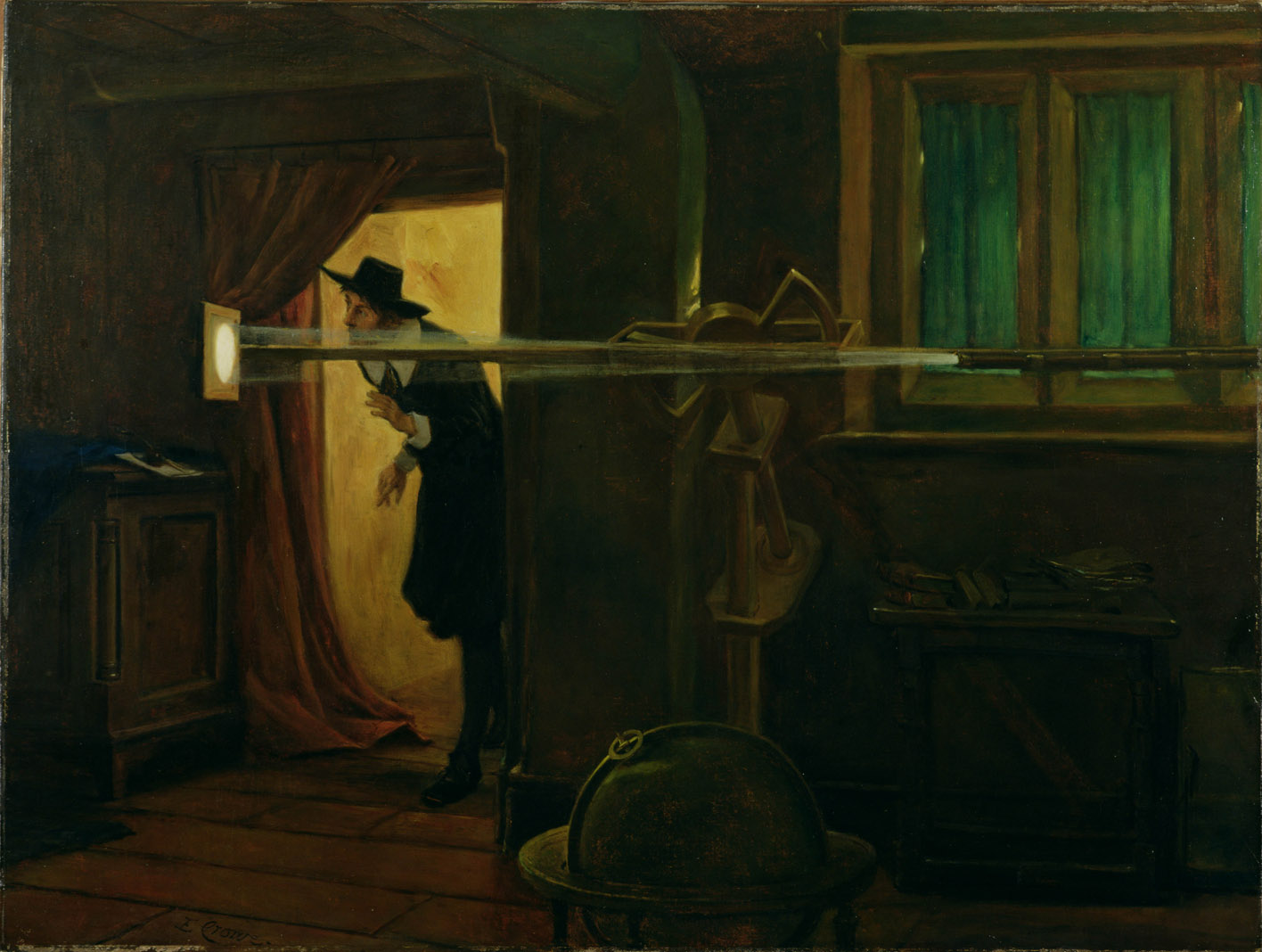
نقاشی رمانتیک ویکتوریایی از جرمیا هوراکس در حال مشاهده گذر ونوس در سال ۱۶۳۹ (بنیانگذار نجوم انگلیسی اثر ایر کرو، ۱۸۹۱)

اولین مشاهدات و ثبت گذر زهره در سال ۱۶۳۹ توسط ستاره شناسان انگلیسی جرمیا هوراکس و دوست و خبرنگارش ویلیام کرابتری انجام شد. این زوج مشاهدات خود را به‌طور مستقل در ۴ دسامبر همان سال (۲۴ نوامبر تحت تقویم جولیان که در آن موقع در انگلستان استفاده می‌شد) انجام دادند.
این دو دوست، پیروان نجوم جدید یوهانس کپلر، اخترشناسان ریاضی خودآموخته‌ای بودند که به‌طور روشمند برای تصحیح و بهبود جداول رودلفین کپلر با مشاهده و اندازه‌گیری کار کرده بودند. در سال ۱۶۳۹، هوراکس تنها اخترشناسی بود که متوجه شد گذر زهره قریب‌الوقوع است. دیگران تنها پس از این رویداد زمانی که گزارش هوراکس از آن منتشر شد، از آن آگاه شدند. اگرچه هر دو محقق در عرض پنج سال پس از انجام مشاهدات خود مردند، کار پیشگامانه آنها در تعیین اندازه منظومه شمسی تأثیرگذار بود. برای این و دیگر دستاوردهای آنها، هوراکس و کرابتری، همراه با خبرنگارشان ویلیام گاسکوئین، بنیانگذاران نجوم تحقیقاتی بریتانیا در نظر گرفته می‌شوند.

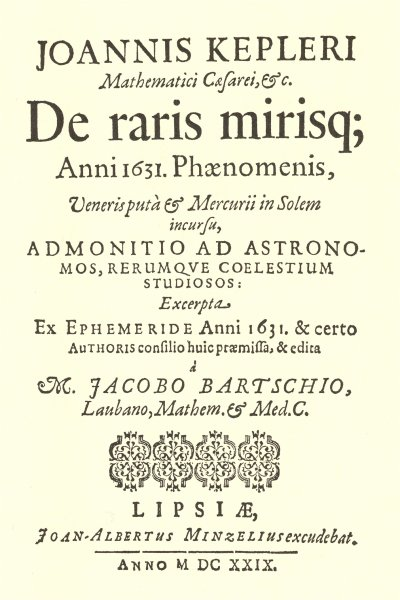
Kepler's De raris mirisque Anni 1631 اطلاعیه پدیدار به ستاره شناسان از گذر قریب‌الوقوع عطارد و زهره، ۱۶۳۱

## پیش‌زمینه
در قرن هفدهم، دو تحول امکان پیش‌بینی و مشاهده گذر سیارات از روی خورشید را فراهم کرد: تلسکوپ و ستاره‌شناسی جدید یوهانس کپلر، که مدارهای سیاره‌ای را به‌جای دایره‌ای، بیضوی فرض می‌کرد. در سال ۱۶۲۷، کپلر جداول رودلفین خود را منتشر کرد. دو سال بعد او گزیده‌هایی از جداول را در جزوه‌اش De raris mirisque Anni 1631 Phaenomenis منتشر کرد که شامل هشداری به ستاره‌شناسان در مورد عبور عطارد در سال ۱۶۳۱ و گذر زهره در سال‌های ۱۶۳۱ و ۱۷۶۱ بود. گذر عطارد همان‌طور که پیش‌بینی می‌شد اتفاق افتاد و توسط یوهان باپتیست سیسات در اینسبروک، یوهانس رموس کوئیتانوس در روفاخ و پیر گاسندی در پاریس مشاهده شد و رویکرد کپلری را تأیید کرد. اما مشاهدات آنها نظریه‌های قبلی در مورد منظومه شمسی را زیر سؤال برد، زیرا نشان داده شد که عطارد بسیار کوچکتر از حد انتظار است.

اگرچه محاسبات کپلر نشان داد که گذر زهره در سال ۱۶۳۱ به بهترین وجه از قاره آمریکا قابل مشاهده است، او به پیش‌بینی خود کاملاً مطمئن نبود و توصیه کرد که ستاره شناسان اروپایی باید برای رصد این رویداد آماده باشند. گاسندی و دیگران در اروپا مراقب آن بودند، اما همان‌طور که پیش‌بینی می‌شد، خورشید در حین عبور زیر افق بود. بر اساس محاسبات مدرن، ناظران در بسیاری از ایتالیا و در امتداد شرق مدیترانه باید قادر به مشاهده آخرین مرحله ترانزیت بودند، اما چنین مشاهداتی ثبت نشد. کپلر یک گذر ناهید را در سال ۱۶۳۹ پیش‌بینی کرده بود و از آنجایی که گذر کامل بعدی برای ۱۲۱ سال دیگر انتظار نمی‌رفت. سال‌ها، گاسندی و ستاره‌شناسان دیگر تلاش‌های خود را در مناطق دیگر متمرکز کردند.

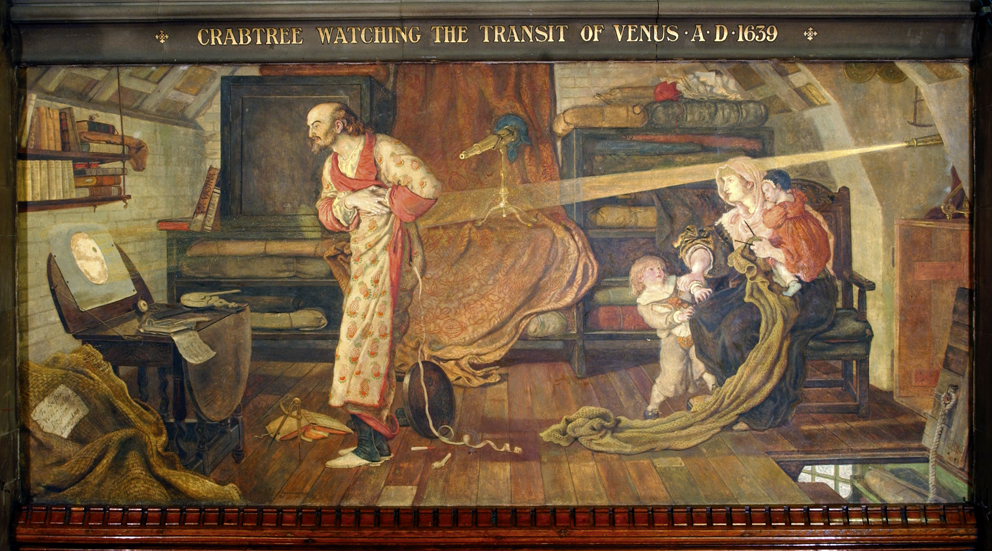
کرابتری در حال تماشای گذر زهره در سال ۱۶۳۹ توسط فورد مادوکس براون - یکی از نقاشی‌های دیواری منچستر. Crabtree به عنوان یک پیرمرد به تصویر کشیده شده است، اگرچه او تنها ۲۹ سال داشت که این مشاهده را انجام داد.

در اکتبر ۱۶۳۹، هوراکس محاسبه کرده بود که گذرهای زهره نه به تنهایی، بلکه به صورت جفت و به فاصله ۸ سال از هم رخ می‌دهد، و متوجه شد که گذر دوم در کمتر از چهار هفته اتفاق می‌افتد. او متقاعد شده بود که می‌توان قطر ظاهری سیاره را در کسری از ثانیه قوس اندازه‌گیری کرد، زمانی که به صورت یک قرص سیاه کدر روی صفحه خورشید دیده شد، در مقایسه با دقت حدود یک دقیقه. قوس زمانی که در موقعیت عادی خود به عنوان ستاره صبح روشن نزدیک به خورشید دیده می‌شود. او به برادر کوچکترش و به کرابتری در بروتون نامه نوشت و به آنها توصیه کرد که رویداد را در روز یکشنبه، ۲۴ نوامبر (۴ دسامبر به سبک جدید) مشاهده کنند. به نقل از هوراکس: «محاسبات دقیق‌تر رودلفی انتظارات من را بسیار تأیید کرد؛ و من از چشم‌انداز دیدن زهره بسیار خوشحال شدم».

## مشاهدهٔ گذر

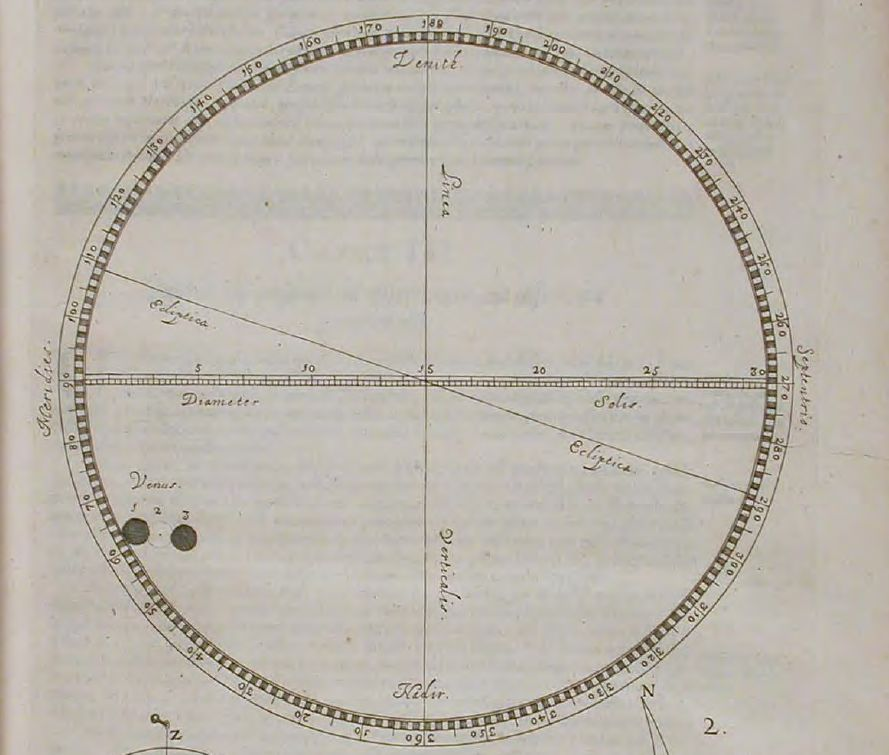
تصویری از دیسک خورشیدی هولیوس بر اساس توصیف هوراکس از مشاهدات خود به گزارش خود اضافه شد. با این حال، این تصویر بازنمایی واقعی از آنچه هوراکس می‌دید را ارائه نمی‌کند.

هوراکس نگران بود که آب و هوا برای ترانزیت نامطلوب باشد زیرا او معتقد بود که پیوند نادر سیاره ای باعث ایجاد آب و هوای شدید می‌شود. در حوالی ظهر روز ۲۳ نوامبر، هوراکس اتاق خود را تاریک کرد و پرتوهای نور خورشید را که از پنجره می‌آمد، روی کاغذی متمرکز کرد که در آنجا می‌توان تصویر را با خیال راحت مشاهده کرد. او در محل خود در Much Hoole (که عرض جغرافیایی آن را ۵۳ درجه و ۳۵ دقیقه تعیین کرد)، محاسبه کرد که ترانزیت باید در حدود ساعت ۳:۰۰ بعد از ظهر روز یکشنبه ۲۴ نوامبر آغاز شود. اما او مشاهدات خود را روز قبل از ترس این که مبادا در صورت نادرست بودن محاسباتش، رویداد را از دست بدهد، آغاز کرد. روز یکشنبه که او شروع به رصد در طلوع خورشید کرد، هوا ابری بود، اما او برای اولین بار سایه سیاه کوچک زهره را در حدود ساعت ۳:۱۵ دید که از خورشید عبور کرد و به مدت نیم ساعت تا غروب آفتاب در ساعت ۳:۵۳ بعد از ظهر، گذر زهره مشاهده شد.
کرابتری مشاهدات خود را با استفاده از یک تنظیم مشابه انجام داد، اما زمان کافی برای انجام اندازه‌گیری نداشت، زیرا هوا در براتون ابری بود، و بنابراین او فقط گذر را برای مدت کوتاهی دید. به گفته هوراکس: «در حال تفکر، مدتی ایستاده بود و به سختی به حواس خود اعتماد می‌کرد». پس از مدتی، ابرها دوباره چهره خورشید را پنهان کردند، به طوری که او نمی‌توانست چیزی بیشتر از این که زهره در آن زمان قطعاً روی دیسک بود مشاهده کند. زهره در حالی که از روی دیسک خورشید عبور کرده بود، به کرابتری اجازه داد اندازه زاویه ای زهره را یک درجه و سه ثانیه تخمین بزند: با دقت تا ۱ ثانیه از قوس اندازه واقعی آن؛ تخمین هوراکس که ۱ دقیقه و ۱۲ ثانیه بود، دقت کمتری داشت.